# Колин Бејкер
Колин Бејкер (енгл. Colin Baker; Ватерлу, 8. јун 1943) је британски глумац. Бејкер је најпознатији по улози Шестог Доктора у научно-фантастичној серији Доктор Ху.